# 玻利維亞的耶穌會傳教區
玻利維亞的耶穌會傳教區（西班牙語：Misiones jesuíticas de Bolivia；被稱為耶穌會縮減地），是由耶穌會為了在現在玻利維亞低地地區進行福音傳播而建立的傳教村莊。奇基托斯和塔里哈的傳教區屬於巴拉圭耶穌會省，而莫霍斯和其他查爾卡斯地區的傳教區則屬於秘魯耶穌會省。

## 耶穌會士
美洲大陸的殖民化過程中，天主教各派的神父們積極展開福音傳播工作，其中耶穌會與方濟會的傳教活動尤為引人注目，特別是在玻利維亞的奇基托尼亞地區，他們的工作留下了深遠的影響。
在教宗保祿三世的指示下，耶穌會於1540年3月在伊格納西奧·德·洛約拉的領導下，開始在美洲新大陸建立傳教點、傳播福音，並探索新土地。在玻利維亞，耶穌會士對黃金國傳說中的追尋，極大地推動了他們的傳教活動。

## 奇基托斯的傳教區
在17世紀末，玻利維亞境內開始建立耶穌會傳教區，主要位於聖克魯斯省東部和東北部的奇基托斯地區，以及位於貝尼省的莫霍斯地區。
奇基托斯地區的傳教點在耶穌會被驅逐前建立的包括：
- 聖哈維爾（San Francisco Xavier），由耶穌會士José de Arce於1691年建立。
- 聖拉斐爾（San Rafael），由神父Zea和Herbas於1696年建立。教堂於1749至1753年間建成。
- 聖何塞（San José de Chiquitos），由神父Felipe Suárez於1697年在San Lorenzo de la Barranca附近建立。1745年有2375名歸化的土著，校長是Bartolomé de Mora。
- 聖胡安·包蒂斯塔（San Juan Bautista），於1699年建立。
- 康塞普西翁（Concepción），由耶穌會士Lucas Caballero於1708年建立。1768年轉為民政管理。
- 聖米格爾（San Miguel），於1721年建立，是最繁榮的縮減地之一。
- 聖伊格納西奧·德·洛約拉（San Ignacio de Loyola），由神父Miguel Streicher於1748年建立，聚集了奇基托人和來自San Ignacio de Zamucos的Ayoreo族群。
- 聖地亞哥（Santiago），於1754年建立。
- 聖安娜（Santa Ana），於1755年建立，教堂由土著在耶穌會士被驅逐後完成。
- 聖心（Santo Corazón），於1760年建立，是最後一個奇基托縮減地。

另外兩個已消失的傳教區：
- 聖伊格納西奧·德·洛斯·扎穆科斯（San Ignacio de los Zamucos），由耶穌會士Agustín Castañares和Ignacio Chomé於1724年與一群Ayoreo人建立，1745年被廢棄。
- 聖羅薩·德·洛斯·塔烏卡斯（Santa Rosa de los Taúcas），於1696年建立，但由於Mameluke的入侵，同年與聖拉斐爾合併。

1767至1768年期間，耶穌會被西班牙帝國驅逐，他們的工作被迫中斷。儘管在阿根廷、巴拉圭和巴西的傳教工作顯著減少，但在玻利維亞，這些傳教工作得以保存下來，至今仍延續著。1990年，聯合國教科文組織將奇基托斯的耶穌會傳教區列為世界遺產。聯合國教科文組織認為，這些傳教點結合了天主教建築與當地傳統，至今仍是活生生的文化遺產。

康塞普西翁教堂
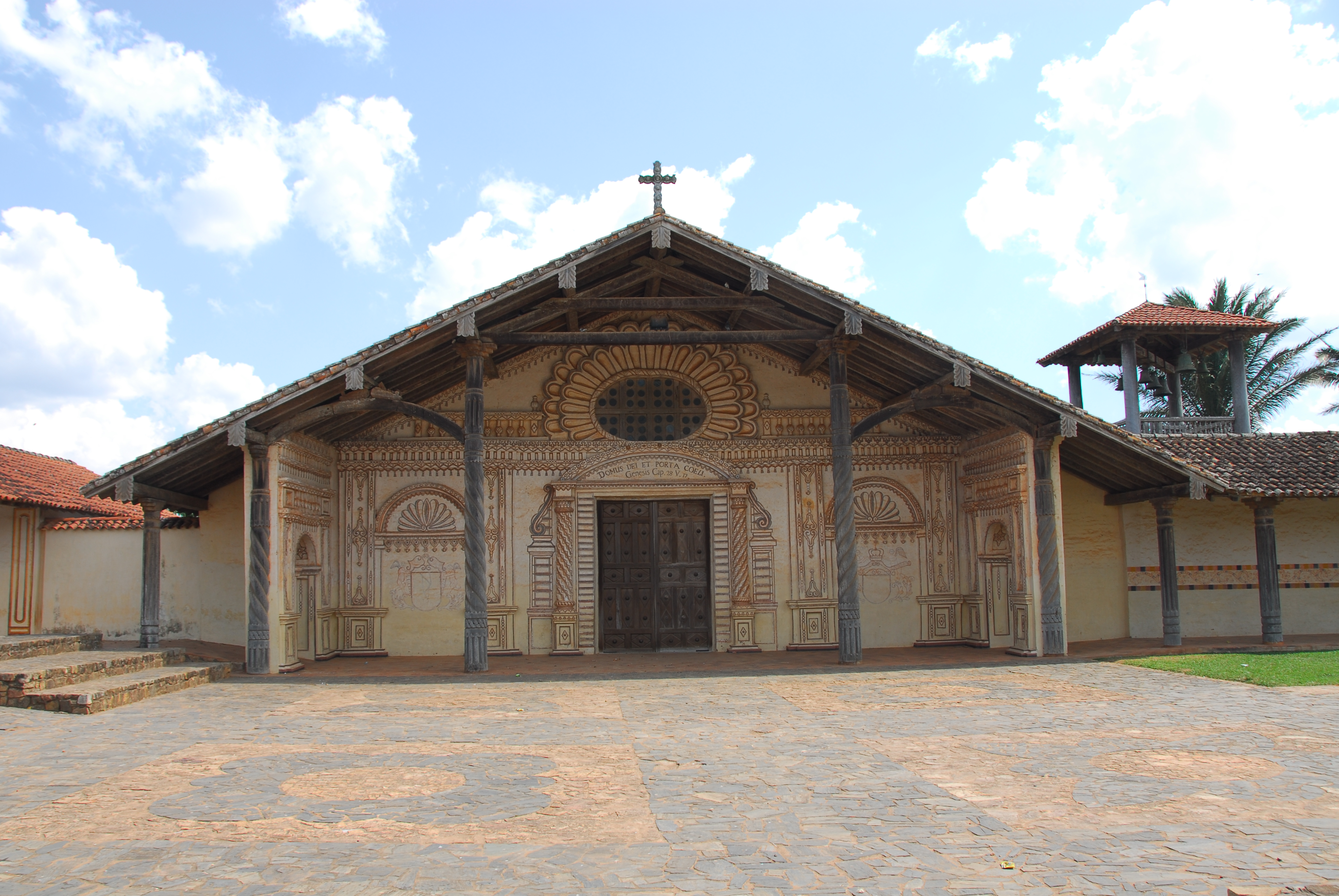
聖哈維爾教堂
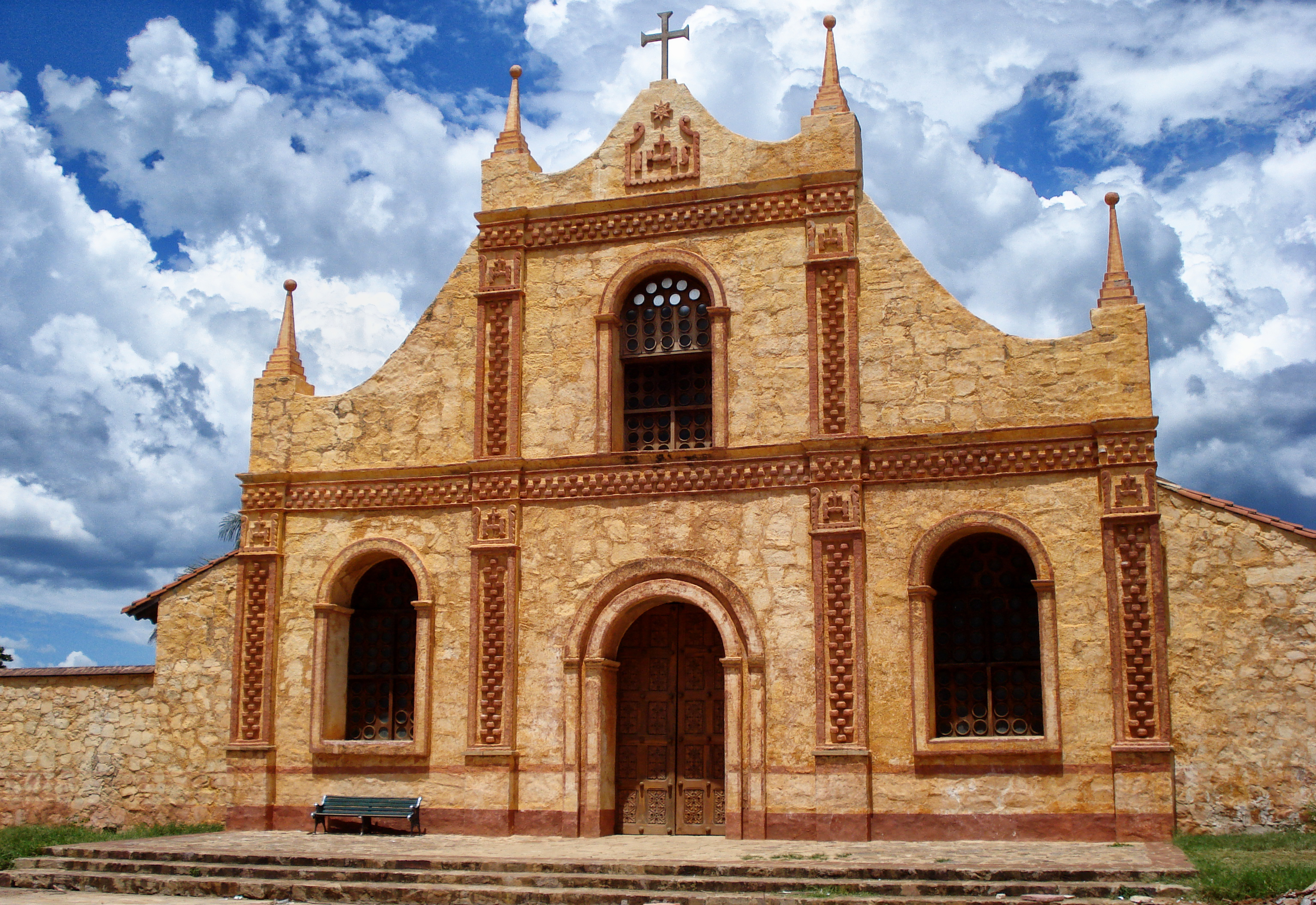
聖荷西德奇基托斯教堂
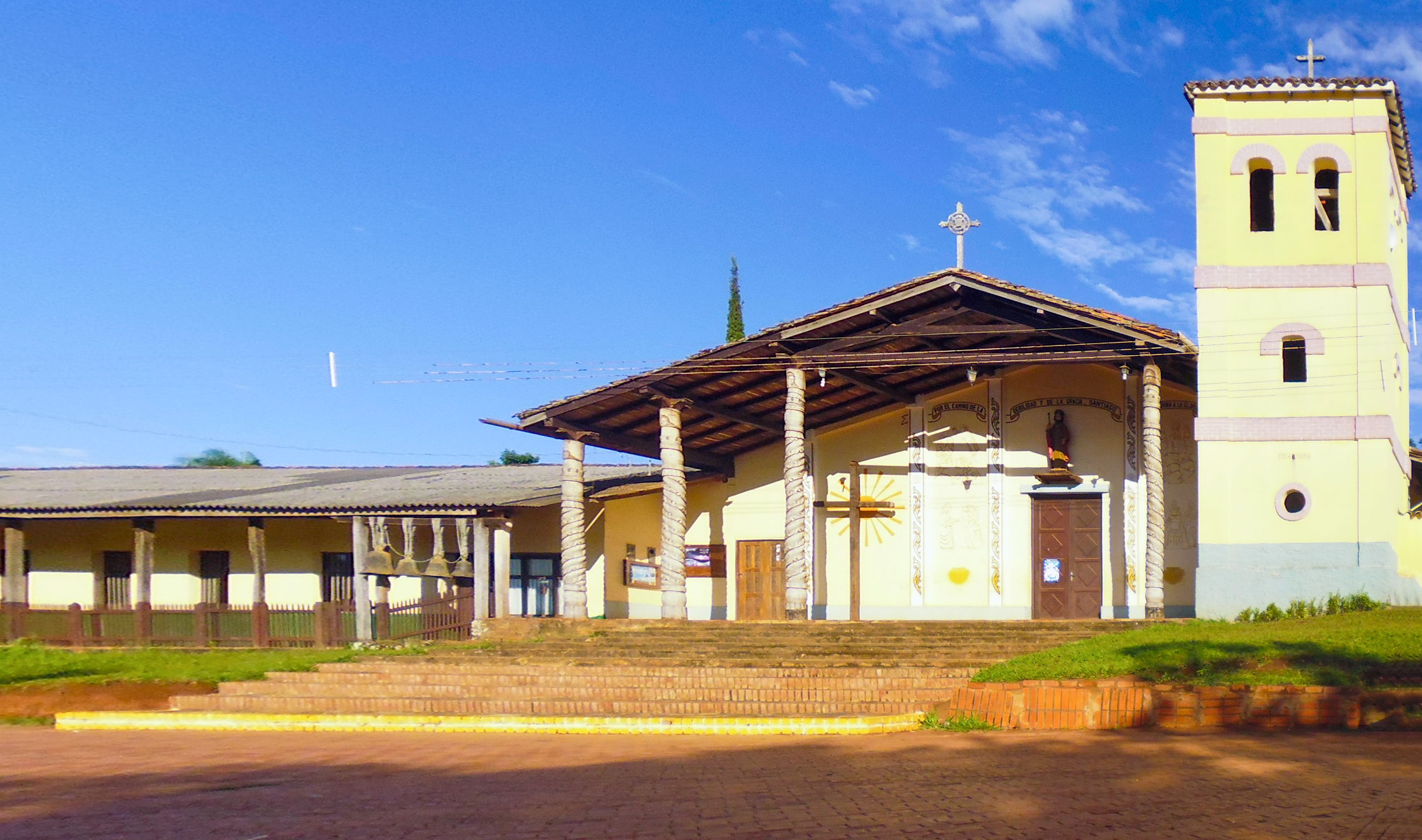
聖地亞哥德奇基托斯教堂
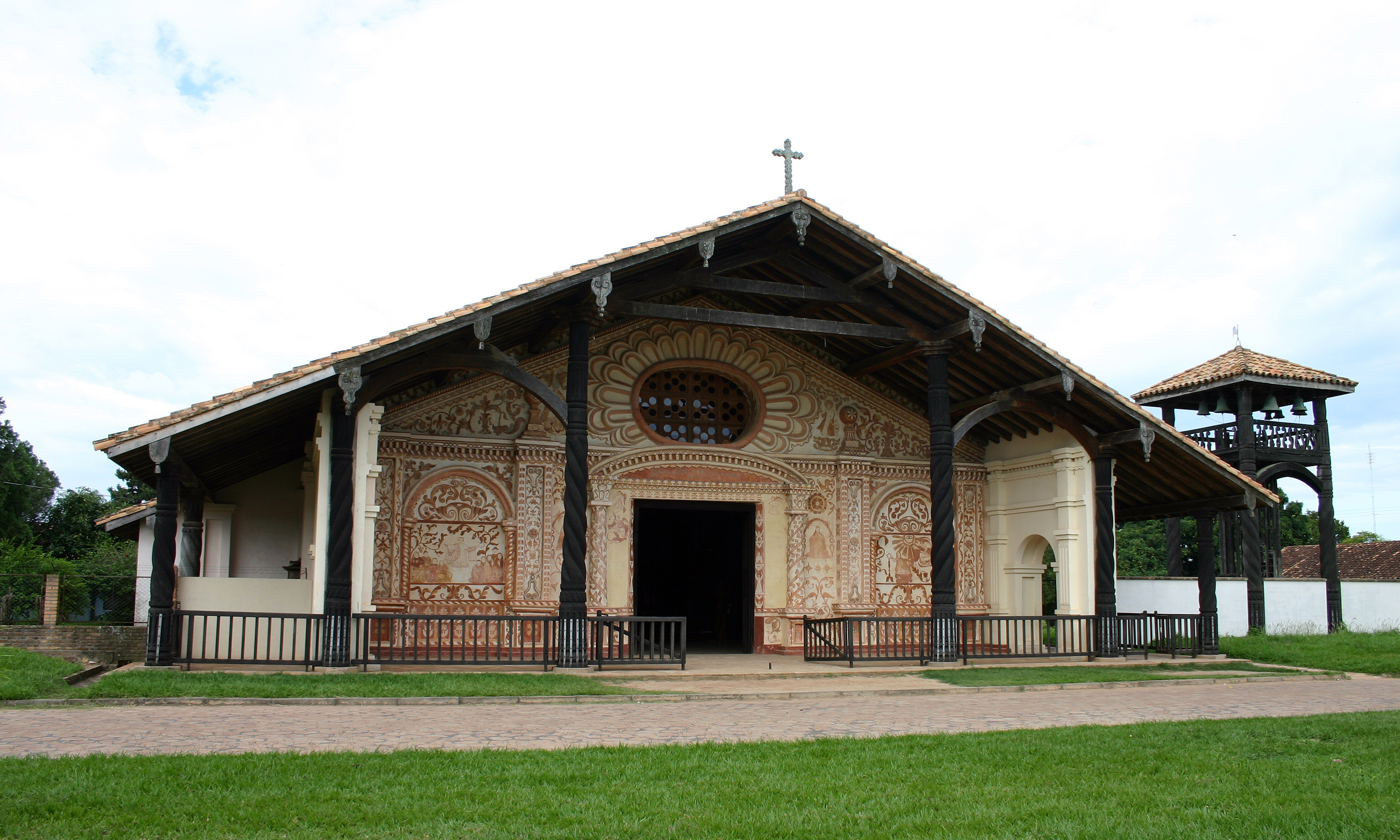
聖米格爾德貝拉斯科教堂
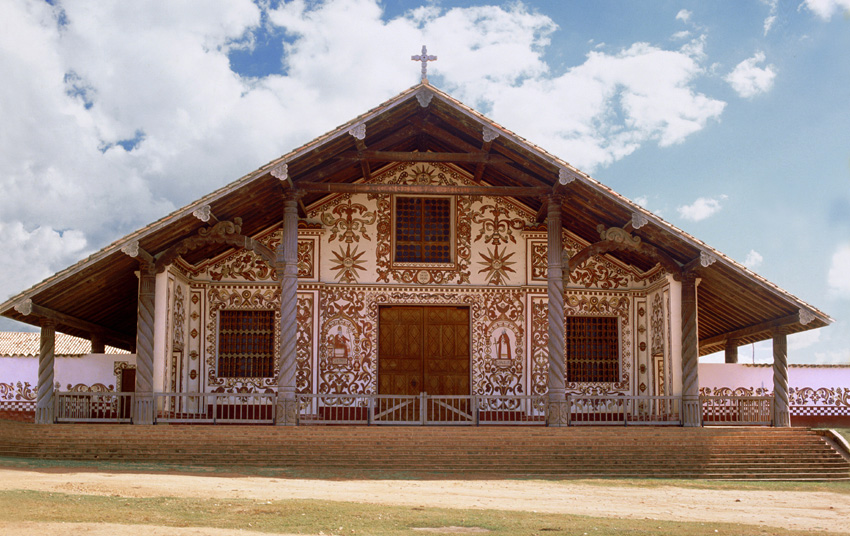
聖米格爾德貝拉斯科教堂
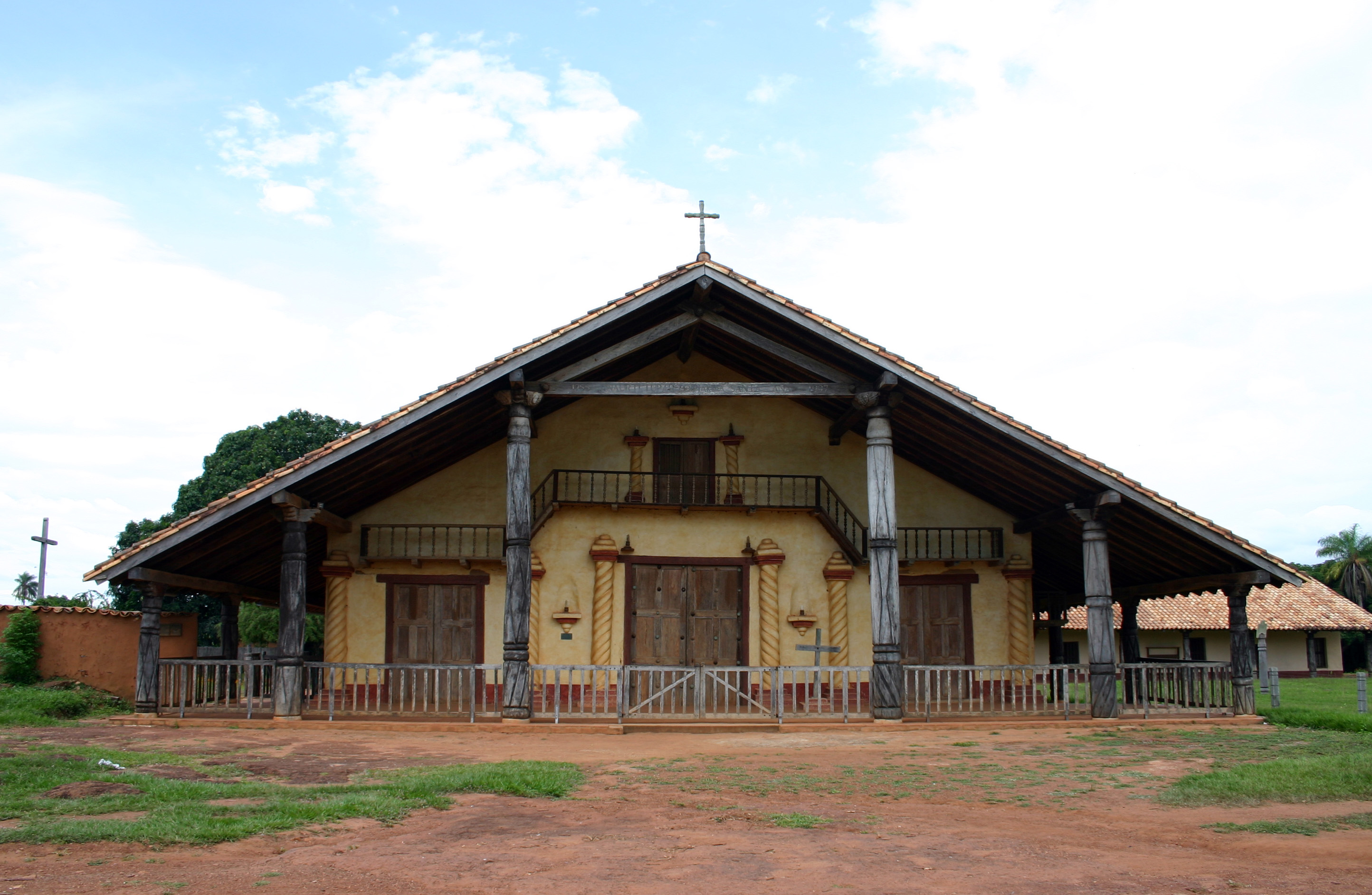
聖安娜德貝拉斯科教堂
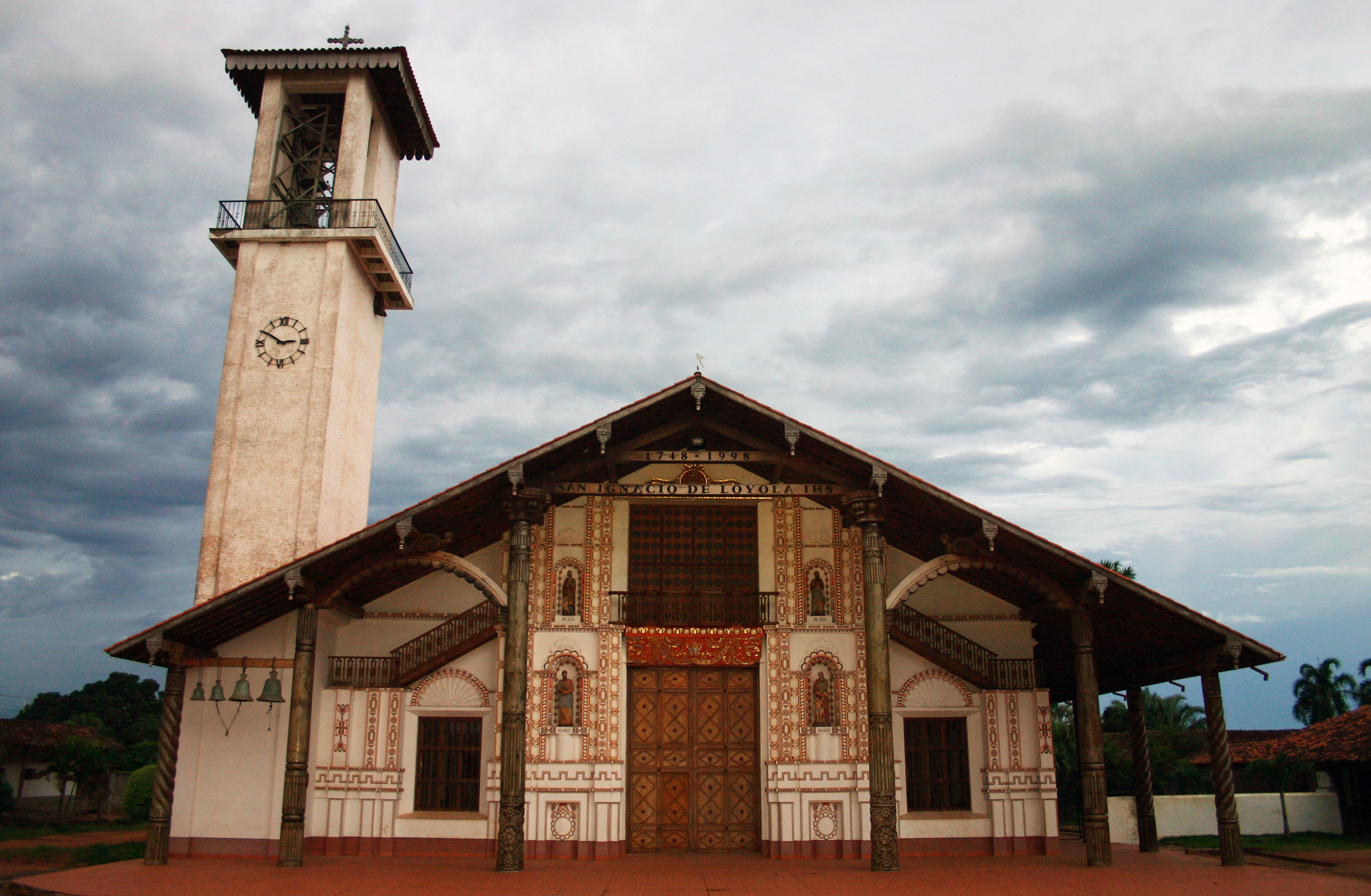
聖伊格納西奧教堂

## 莫霍斯傳教區
1768年耶穌會被驅逐時，莫霍斯地區有15個村莊：
- 洛雷托（Loreto），由神父Pedro Marbán和Cipriano Barace於1682年建立。
- 聖三一（Santísima Trinidad），由神父Marbán和Barace於1682年建立。
- 聖哈維爾（San Francisco Javier）
- 聖佩德羅（San Pedro），由說Canichana語的土著居民組成。
- 聖安娜（Santa Ana）
- 昇天（Exaltación）
- 聖伊格納西奧（San Ignacio）
- 聖博爾哈（San Francisco de Borja）
- 聖雷耶斯（Santos Reyes）
- 馬格達萊納（La Magdalena），說Itonama語的土著居民。
- 康塞普西翁（Concepción）
- 聖西蒙（San Simón）
- 聖華金（San Joaquín）
- 聖尼古拉斯（San Nicolás）
- 聖馬丁（San Martín）

此外，靠近聖克魯斯德拉謝拉的兩個村莊：德波索里奧斯（Desposorios）和聖羅薩（Santa Rosa），由莫霍斯的耶穌會士管理，但位於他們的地區之外。

## 經濟
無論是在殖民時期還是現在，奇基托尼亞地區都完全致力於農業、畜牧業、手工藝、皮革和織物加工。如今，畜牧業已廣泛發展，並在一家工業工廠中進行牛奶加工。手工藝和旅遊業自2004年中期啟動奇基托尼亞耶穌會傳教區項目以來密切相關，並有望發展至2016年。

## 建築
耶穌會傳教區的建築風格和空間分佈遵循了一種模式，這種模式在其他縮減地中也有所變化。聖哈維爾傳教區是這種組織風格的基礎，具有模塊化結構和寬敞的廣場，教堂、墓地、學校、作坊和住宅集中在廣場周圍。
瑞士神父馬丁·施密德是傳教區教堂的建築師和音樂家，他在該區創造了巴羅克風格的教堂建築。在建築中，當地的自然材料如木材被廣泛使用，用於雕刻的柱子、講道台和櫃子，還有鍍金的祭壇。雕像的雕刻是一項持續至今的混血工作，並在培訓作坊中進行。

## 旅遊
旅遊業為該地區的重要收入來源；該地區的文化遺產和音樂節的吸引力尤為突出。此外，該區還有眾多自然景觀，如河流、湖泊、溫泉、洞穴和瀑布。
自1996年以來，該地區每兩年會舉行一次國際文藝復興和巴洛克音樂節，由非營利組織APAC（Pro Arte y Cultura協會）籌辦。1975年中期，康塞普西翁教堂進行了修復，期間發現了6000張17至18世紀的樂譜。後來在莫霍斯發現了6000張，在聖哈維爾發現了約10,000張。2006年的音樂節演奏了許多這些作品。